# Траверс-Сити
Траверс-Сити (англ. Traverse City) — город в штате Мичиган (США), административный центр округа Гранд-Траверс. Основан в 1847 году, статус города с 1895 года. Население согласно переписи 2020 года 15,7 тысячи человек, основа экономики — туризм, пищевая и лёгкая промышленность.

## География
Траверс-Сити расположен на северо-западе Нижнего полуострова Мичигана к западу от озера Мичиган, на южном берегу западного рукава залива Гранд-Траверс. Площадь города — 8,28 квадратной мили (21,4 км2), максимальная высота над уровнем моря — 599 футов (183 м).
Административный центр округа Гранд-Траверс штата Мичиган, носит этот статус с 1851 года. Через город проходит автобусный маршрут компании Indian Trails, связывающий города Гранд-Рапидс и Сент-Игнас. Рядом с городом расположен коммерческий аэропорт Черри-Кэпитал.

## История
Название «Траверс» имеет французское происхождение. По одной из версий, французские первопроходца назвали более длинный из двух заливов озера Мичиган, глубоко вдающихся в сушу к западу от него, La Grande Traverse (с фр. — «Длинный переход») в честь торговой тропы, проходящей рядом с ним. Согласно другой версии, топоним происходит от Lac Travers — французского перевода индейского названия Mdehdakinyan, означающего «Озеро, лежащее напротив».
Первые белые поселенцы появились на территории современного Траверс-Сити в 1847 году, когда на 200 акрах земли в устье реки, впадающей в залив, была построена лесопилка. Как следствие, река получила название Милл-Крик. В 1851 году землю и лесопилку выкупила у владевшей ими семьи Бордменов группа предпринимателей во главе с Перри Ханной. Эти бизнесмены начали развитие региона вокруг старой лесопилки, построив ещё несколько, а также мосты и док для приёма судов. В 1881 году Траверс-Сити официально получил статус деревни, а в 1895 году статус города.
Со временем производство пиломатериалов перестало служить основой экономики Траверс-Сити. Вместо этого он получил известность как один из ведущих центров США по производству продуктов из вишни, а также как открытый круглогодично курортный город.

## Население
Согласно переписи населения 2020 года, к апрелю 2020 года в Траверс-Сити проживали 15 678 человек — рост на 6,8 % по сравнению с 2010 годом. 18 % жителей составляли дети и подростки в возрасте до 18 лет, 22,3 % — люди пенсионного возраста (65 лет и старше). Почти 90 % населения — белые, крупнейшее этническое меньшинство — латиноамериканцы США (3,3 %). 3,4 % жителей родились за пределами США.
Среднее количество человек в домохозяйстве — 2,15. Среди жителей в возрасте 25 лет и старше 97 % в 2020 году имели законченное среднее образование, 47 % — академическую степень от бакалавра и выше.

## Экономика
Основа экономики города — производство продуктов из вишни. Траверс-Сити служит также центром обширного курортного региона, открытого для посетителей круглый год. Одна из достопримечательностей — маяк на мысе Олд-Мишен, вдающемся в залив Гранд-Траверс. Маяк расположен практически точно на 45-й параллели, на равном расстоянии от экватора и Северного полюса. Другие туристические аттракции — Национальный фестиваль вишни (ежегодно в июле) и ярмарка Северо-Западного Мичигана.
В период 2016—2020 64 % населения в возрасте 16 лет и старше (в том числе 61 % женщин) входили в число трудоспособных граждан США. Медианный доход на душу населения в 2020 году составлял 37 925 долларов, на домохозяйство — 61 056 долларов. В 93 % домохозяйств имелся персональный компьютер, в 87 % — широкополосный доступ в Интернет. 10,1 % населения в 2020 году жили ниже черты бедности.